# Minimo comune multiplo

Diagramma di Venn che mostra i minimi comuni multipli di tutte le combinazioni dei numeri 2, 3, 4, 5 e 7

In matematica, il minimo comune multiplo di due numeri interi {\displaystyle a} e {\displaystyle b}, indicato con {\displaystyle \operatorname {mcm} (a,b)}, è il più piccolo numero intero positivo multiplo sia di {\displaystyle a} sia di {\displaystyle b}. Nel caso particolare in cui uno tra {\displaystyle a} o {\displaystyle b} è uguale a zero, allora si definisce {\displaystyle \operatorname {mcm} (a,b)} uguale a zero. È possibile calcolare il minimo comune multiplo di più di due numeri, sostituendo man mano due dei numeri con il loro comune multiplo e proseguendo fino a che non rimane un solo numero che è il risultato; si può dimostrare che il risultato è lo stesso qualunque sia l'ordine in cui vengono fatte le sostituzioni.

## Calcolo del minimo comune multiplo
Per calcolare il minimo comune multiplo, si possono usare vari procedimenti equivalenti.

### Partendo dal MCD
Il minimo comune multiplo è utile quando occorre sommare due o più frazioni. La regola per la somma di frazioni richiede infatti di cominciare con il trasformarle in modo che tutti i denominatori siano uguali; a questo punto si possono sommare i numeratori, e usare il valore comune dei denominatori come denominatore. Il più piccolo denominatore che si può usare, detto minimo comune denominatore, è proprio il minimo comune multiplo dei denominatori. Il minimo comune multiplo di due numeri {\displaystyle a} e {\displaystyle b} diversi da zero può essere calcolato usando il massimo comun divisore (MCD) di {\displaystyle a} e {\displaystyle b} e la formula seguente:
{\displaystyle \operatorname {mcm} (a,b)={\frac {a\cdot b}{\operatorname {MCD} (a,b)}}.}
Per esempio:
{\displaystyle \operatorname {mcm} (21,6)={21\cdot 6 \over \operatorname {MCD} (21,6)}={21\cdot 6 \over 3}=42.}
Per semplificare i conteggi ci si può ricordare che per costruzione il MCD tra due numeri è divisore di ciascuno di loro; si può pertanto cominciare a dividere uno dei numeri per il massimo comun divisore e poi moltiplicare il risultato per il secondo numero. In questo esempio abbiamo così {\displaystyle {{21:3}\cdot 6}={7\cdot 6}=42.}. Per calcolare velocemente il massimo comune divisore si può usare l'algoritmo di Euclide.

### Con semplificazione e moltiplicazione a croce
Una variante del metodo precedente permette di semplificare automaticamente il MCD e di verificare il risultato ottenuto. Se per esempio si vuole trovare il {\displaystyle \operatorname {mcm} (12,8)}, i passi sono i seguenti.
- Si deve ridurre ai minimi termini la frazione avente come numeratore e denominatore i due numeri di cui si deve trovare il minimo comune multiplo: {\displaystyle {12 \over 8}={3 \over 2}.}
- Si esegue la "moltiplicazione a croce": {\displaystyle 12\times 2=8\times 3.}
- I due prodotti saranno uguali e corrispondono al minimo comune multiplo: {\displaystyle 12\times 2=8\times 3=24}.

Il ridurre ai minimi termini la frazione costruita con i due numeri è infatti equivalente a dividere ciascuno di essi per il massimo comun divisore, e la moltiplicazione a croce completa il prodotto del metodo precedente.

### Usando il teorema fondamentale dell'aritmetica
Il teorema fondamentale dell'aritmetica afferma che ogni intero maggiore di {\displaystyle 1} può essere scritto in un modo unico come prodotto di fattori primi. I numeri primi possono essere considerati come "atomi" che, combinati insieme, producono un numero composto.
Per esempio:
{\displaystyle 90=2^{1}\cdot 3^{2}\cdot 5^{1}=2\cdot 9\cdot 5}
Il numero composto {\displaystyle 90} è costituito da un elemento uguale al numero primo {\displaystyle 2}, due elementi uguali al numero primo {\displaystyle 3} e un elemento uguale al numero primo {\displaystyle 5}.
Si può usare questo teorema per trovare facilmente il mcm di un gruppo di numeri.
Per esempio: calcolare il {\displaystyle \operatorname {mcm} (45,120,75)}.
{\displaystyle 45=3^{2}\cdot 5^{1}}
{\displaystyle 120=2^{3}\cdot 3^{1}\cdot 5^{1}}
{\displaystyle 75=3^{1}\cdot 5^{2}}
Il minimo comune multiplo è il prodotto di tutti i fattori primi comuni e non comuni, presi una sola volta con il massimo esponente. Quindi
{\displaystyle \operatorname {mcm} (45,120,75)=2^{3}\cdot 3^{2}\cdot 5^{2}=8\cdot 9\cdot 25=1800.}
Il vantaggio di questo metodo è che può essere direttamente usato per calcolare il minimo comune multiplo di più numeri; lo svantaggio è che non sempre è facile trovare la scomposizione in fattori dei numeri di partenza.

## Minimo comune multiplo tra espressioni algebriche
Il minimo comune multiplo può anche essere calcolato tra espressioni algebriche: si procede alla scomposizione in fattori (monomi, binomi, trinomi o comunque espressioni algebriche non esprimibili come prodotto di espressioni algebriche di grado inferiore) primi tra loro e si ricava il mcm tra le espressioni algebriche applicando la stessa definizione data per i numeri.
Esempio:
- Calcolo di {\displaystyle \operatorname {mcm} (2np,(p+q)^{2},4n^{2}(q+p)^{3})}.

Le espressioni sono già indicate come prodotti di espressioni algebriche semplici e allora il loro mcm risulta
{\displaystyle \operatorname {mcm} (2np,(p+q)^{2},4n^{2}(q+p)^{3})=\operatorname {mcm} (4,n^{2},p,(p+q)^{3})=4n^{2}p(p+q)^{3}.}
- Calcolo di {\displaystyle \operatorname {mcm} (x^{3},ab(x^{2}-2x+1),(1-x))}.

Si ha che
{\displaystyle x^{3}=x^{3}}
{\displaystyle ab(x^{2}-2x+1)=ab(x-1)^{2}=ab(1-x)^{2}}
{\displaystyle (1-x)=-(x-1).}
E quindi il mcm in questo caso è
{\displaystyle \operatorname {mcm} (x^{3},ab(x^{2}-2x+1),(1-x))=\operatorname {mcm} (ab,x^{3}(1-x)^{2})=\operatorname {mcm} (ab,x^{3}(x-1)^{2})=abx^{3}(x-1)^{2}.}

## Esempi
- Calcolo di {\displaystyle \operatorname {mcm} (3,5,7)}

i tre numeri sono primi, quindi
{\displaystyle \operatorname {mcm} (3,5,7)=3\cdot 5\cdot 7=105.}
- Calcolo di {\displaystyle \operatorname {mcm} (2,25,7,12)}:

i numeri non primi devono essere scomposti in fattori primi
{\displaystyle 7=7}
{\displaystyle 12=3\cdot 2\cdot 2=3\cdot 2^{2}}
{\displaystyle 25=5\cdot 5=5^{2}}
quindi risulta
{\displaystyle \operatorname {mcm} (2,25,7,12)=\operatorname {mcm} (3,4,7,25)=2^{2}\cdot 3\cdot 5^{2}\cdot 7=2100.}
i fattori primi {\displaystyle 2} e {\displaystyle 5} sono stati presi con esponente massimo {\displaystyle 2}.